# Vittoria Colizza
Vittoria Colizza, née le 25 mai 1978 à Rome, est une scientifique italienne, directrice de recherches à l’Inserm et spécialiste en modélisation des maladies infectieuses. Elle mène notamment des recherches sur la modélisation de la pandémie de Covid-19.

## Biographie
Vittoria Colizza fait des études de physique de 1996 à 2001, à l'université de Rome « La Sapienza » où elle obtient sa laurea, puis elle prépare un doctorat de physique statistique et biologique à l'École internationale supérieure d'études avancées de Trieste de 2001 à 2004,. Elle réalise une recherche postdoctorale à l'université de l'Indiana à Bloomington de 2004 à 2006, sous la direction d'Alessandro Vespignani (en), grâce à une bourse du Conseil européen de la recherche, puis est enseignante-chercheuse invitée de 2006 à 2007 dans cette même université.  
À son retour en Europe, elle obtient un financement du Conseil européen de la recherche, (ERC Starting Grant) qui lui permet de créer son laboratoire à l’Institut pour les échanges scientifiques de Turin (Italie), où elle fait des recherches sur la pandémie de Grippe A (H1N1) de 2009.  
En 2011, elle s'installe en France et rejoint l'Inserm, où elle est nommée directrice de recherches en 2017. Elle fait partie de l’équipe Maladies transmissibles : Surveillance et modélisation de l'Institut Pierre-Louis d’épidémiologie et de santé publique (Inserm/Sorbonne-Université). Elle dirige l'EPIcx lab (Epidemics in complex environments),. 
Vittoria Colizza et son équipe ont développé le premier modèle d’impact sur la COVID-19 en janvier 2020 qui estimait que le risque d'importation d'au moins un cas en Europe était élevé, c'est-à-dire supérieur à 80 % si 60 cas liés au voyage etaient exportés de Chine. Le Royaume-Uni, la France, l'Allemagne, l'Italie et l'Espagne étaient identifiés comme étant les pays européens à plus haut risque d'importation.
Dans une autre étude publiée dans Plos Medicine en juillet 2020, Colizza et son équipe considèrent que la majorité des cas importés n'ont pas été détectés (6 sur 10).

## Distinctions
- 2012 : Prix Louis-Daniel Beauperthuy de l'académie des sciences[11]
- 2013 : Prix du jeune scientifique en Socio-Econophysique 2013, décerné par l'Association allemande de physique[12].
- 2017 : prix Erdős–Rényi (en) pour ses contributions à la modélisation, fondamentale et basée sur les données, des processus épidémiques en réseau[13],[14].
- 2021 : "prix spécial de l'engagement" remis à l'occasion du prix Irène Joliot-Curie[15].

## Décoration
Le 13 juillet 2023, Vittorie Colizza est nommée au grade de chevalier dans l'ordre national de la Légion d'honneur.

## Publications (sélection)
Vittoria Colizza a publié ou co-publié plus d'une centaine d'articles scientifiques à fin 2020, dont : 
- Pullano, G., Di Domenico, L. et al. Underdetection of COVID-19 cases in France threatens epidemic control, Nature 590, 134–139 (2021)
- Di Domenico et al. Modelling safe protocols for reopening schools during the COVID-19 pandemic in France , Nature Communications 12, 1073 (2021)
- Marius Gilbert, Vittoria Colizza &all, Preparedness and vulnerability of African countries against importations of COVID-19: a modelling study, The Lancet, Volume 395, Issue 10227, 14–20 March 2020, Pages 871-877
- Di Domenico, L., Pullano, G., Sabbatini, C. E., Boëlle, P. Y., & Colizza, V. (2020). Impact of lockdown in Île-de-France and possible exit strategies. BMC Medicine 18, 240 (2020).
- Colizza, Vittoria, Alain Barrat, Marc Barthélemy, and Alessandro Vespignani. "The role of the airline transportation network in the prediction and predictability of global epidemics." Proceedings of the National Academy of Sciences103, no. 7 (2006): 2015-2020.
- Colizza, Vittoria, Alain Barrat, Marc Barthelemy, Alain-Jacques Valleron, and Alessandro Vespignani. "Modeling the worldwide spread of pandemic influenza: baseline case and containment interventions." PLoS Med 4, no. 1 (2007): e13.
- Balcan, D., Colizza, V., Gonçalves, B., Hu, H., Ramasco, J.J. and Vespignani, A., 2009. Multiscale mobility networks and the spatial spreading of infectious diseases. Proceedings of the National Academy of Sciences, 106(51), pp.21484-21489.